# Бартошувек
Бартошувек (пол. Bartoszówek, нім. Barzdorf) — село в Польщі, у гміні Стшеґом Свідницького повіту Нижньосілезького воєводства.
Населення — 229 осіб (2011).
У 1975-1998 роках село належало до Валбжиського воєводства.

## Демографія
Демографічна структура станом на 31 березня 2011 року:
|          | Загалом | Допрацездатний вік | Працездатний вік | Постпрацездатний вік |
| -------- | ------- | ------------------ | ---------------- | -------------------- |
| Чоловіки | 116     | 22                 | 85               | 9                    |
| Жінки    | 113     | 19                 | 70               | 24                   |
| Разом    | 229     | 41                 | 155              | 33                   |